# HNLMS O 12
Le HNLMS O 12 ou Hr.Ms. O 12 est un sous-marin de la classe O 12 de la Koninklijke Marine qui a servi pendant la Seconde Guerre mondiale.
Il a été construit par la Koninklijke Maatschappij De Schelde de Flessingue Il a été lancé en 1930 mais n'a pas pu participer à une action militaire pendant la Seconde Guerre mondiale. Après avoir été sabordé par la marine néerlandaise, il a été renfloué par la Kriegsmarine de l'Allemagne nazie et mis en service sous le nom de UD-2, puis sabordé à nouveau.

## Histoire

### Avant la Seconde Guerre mondiale
En 1935, le O 12, avec le O 13, le O 15, le Hertog Hendrik, le Van Ghent, le Kortenaer et le Z 5, a fait le tour de la mer du Nord, faisant escale à Göteborg et Oslo. Deux ans plus tard, le O 12 navigue avec son navire jumeau O 14 vers le Surinam et Curaçao aux Petites Antilles (Caraïbes).

### Pendant la Seconde Guerre mondiale
Lors de l'attaque allemande sur les Pays-Bas en 1940, leO 12 se trouve au quai de la base navale de Willemsoord sur la commune de Den Helder, pour l'entretien périodique. Incapable de faire le voyage à travers la mer du Nord jusqu'en Angleterre, le navire est sabordé.
Les forces d'occupation allemandes renflouent le O 12 et l'envoie au chantier naval Wilton-Fijenoord à Rotterdam pour réparation. Le 30 janvier 1943, il est mis en service par la Kriegsmarine de l'Allemagne nazie, sous le nom de UD-2 et affecté à la U-Abwehrschule (centre de formation et d'entrainement) à Bergen . Le 6 juillet 1944, il est mis hors service et transféré à Kiel, où il est sabordé dans le port juste avant la fin de la guerre. Par la suite, le UD-2 est renfloué et démoli.

## Commandants
Koninklijke Marine (en tant que HNLMS O 12)
- Luitenant ter zee 1e klasse (Lt.Cdr.) Johan Willem Ort du 23 août 1939 au 22 septembre 1939
- Luitenant ter zee 2e klasse (Lt.) Jan Metz du 22 septembre 1939 au 18 novembre 1939

Kriegsmarine (en tant que UD-2)
- Korvettenkapitän (Krvkpt.) Franz Venier de 30 janvier 1943 à avril 1944
- Oberleutnant zur See (Oblt.) Günther Scholz d'avril 1944 à juillet 1944

## Palmarès
Le HNLMS O 12 n'a ni coulé, ni endommagé de navire ennemi pendant son service actif aussi bien du côté de la Koninklijke Marine  que de la Kriegsmarine.